# یواس‌اس مینتاکا (ای‌کی-۹۴)
یواس‌اس مینتاکا (ای‌کی-۹۴) (به انگلیسی: USS Mintaka (AK-94)) یک کشتی بود که طول آن ۴۴۱ فوت ۶ اینچ (۱۳۴٫۵۷ متر) بود. این کشتی در سال ۱۹۴۳ ساخته شد.